# Le Housseau-Brétignolles
Le Housseau-Brétignolles ist eine französische Gemeinde mit 228 Einwohnern (Stand: 1. Januar 2022) im Département Mayenne in der Region Pays de la Loire; sie gehört zum Arrondissement Mayenne und zum Kanton Lassay-les-Châteaux. Die Einwohner werden Housséens-Brétignollais genannt.

## Geographie
Le Housseau-Brétignolles liegt etwa 28 Kilometer nordnordöstlich des Stadtzentrums von Mayenne am Fluss Mayenne, der die Gemeinde im Nordwesten begrenzt. Sie gehört zum Regionalen Naturpark Normandie-Maine. Umgeben wird Le Housseau-Brétignolles von den Nachbargemeinden Juvigny Val d’Andaine im Norden und Westen, Rennes-en-Grenouilles im Osten und Nordosten, Sainte-Marie-du-Bois im Osten sowie Lassay-les-Châteaux im Süden.

## Bevölkerungsentwicklung
| Jahr                       | 1962 | 1968 | 1975 | 1982 | 1990 | 1999 | 2006 | 2019 |
| Einwohner                  | 211  | 189  | 269  | 216  | 202  | 212  | 225  | 235  |
| Quellen: Cassini und INSEE |      |      |      |      |      |      |      |      |

## Sehenswürdigkeiten
- Kirche Saint-Pierre-Saint-Paul in Housseau
- Kirche Notre-Dame-de-l'Assomption in Brétignolles-le-Moulin aus dem 15./16. Jahrhundert, Monument historique

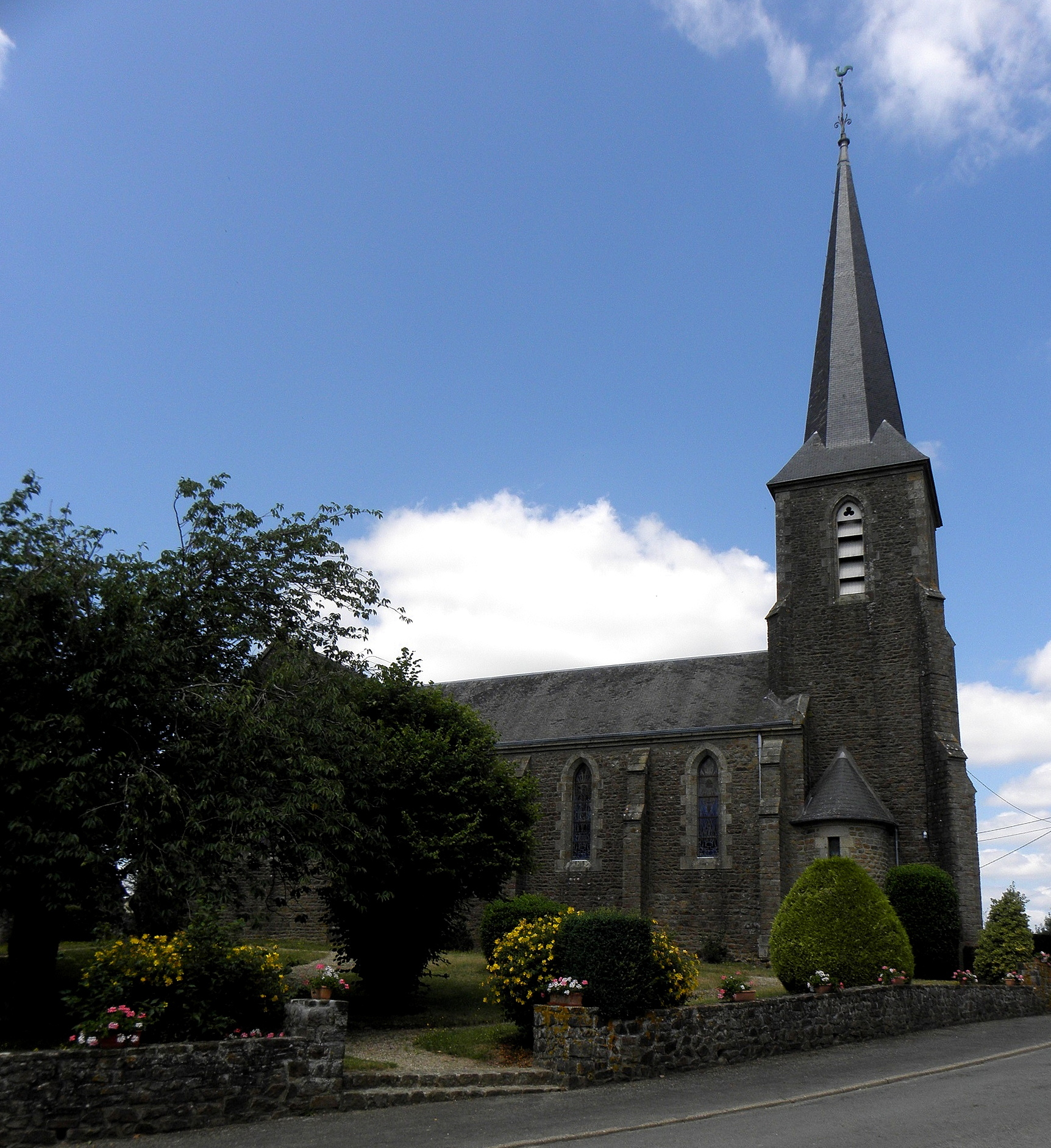
Kirche Saint-Pierre-Saint-Paul
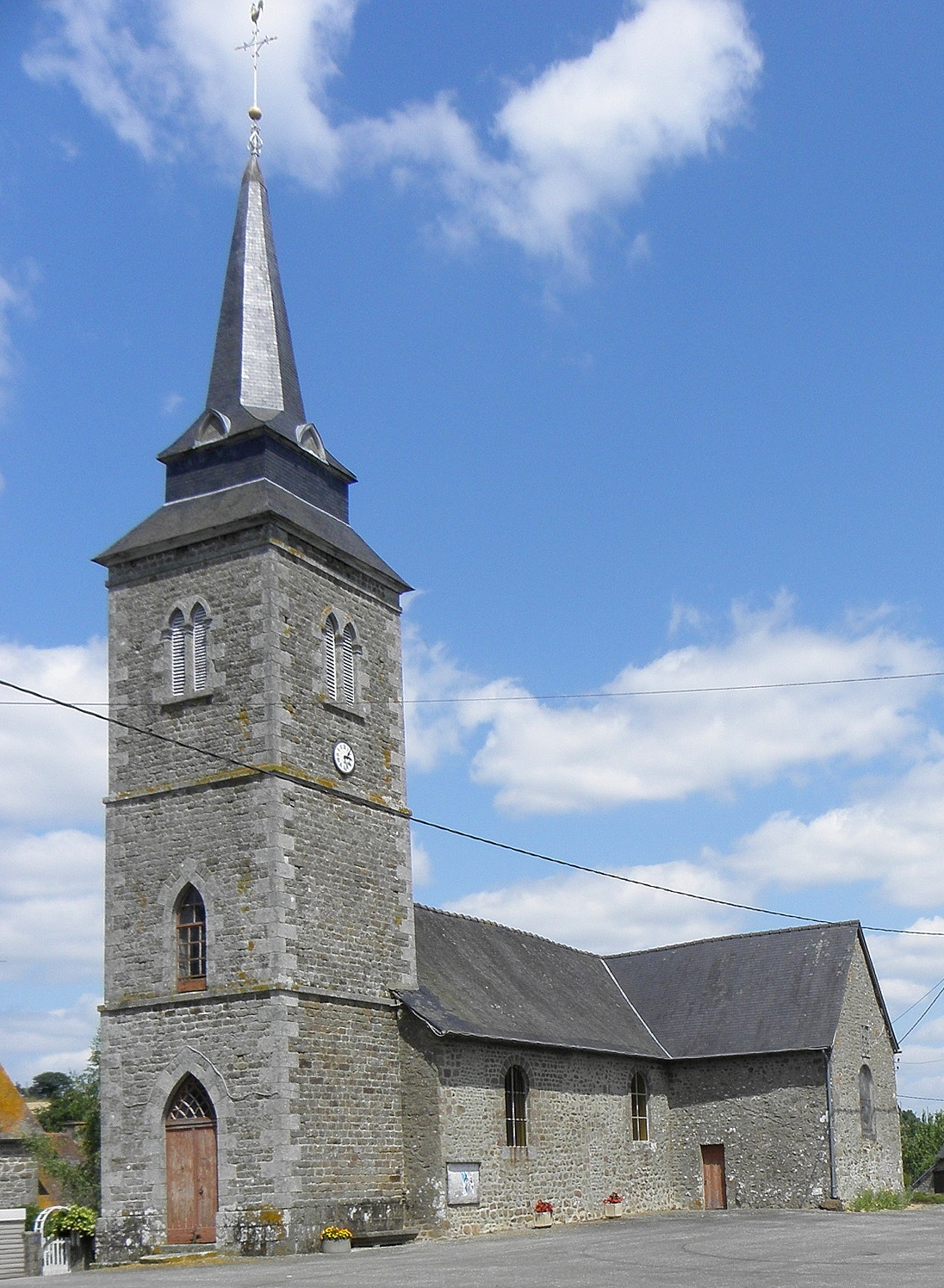
Kirche Notre-Dame-de-l'Assomption